# Campionato nordamericano femminile under 21 di pallavolo 2024
Il campionato nordamericano femminile under 21 di pallavolo 2024, 12ª edizione dell'omonima competizione femminile di pallavolo, si è svolto dal 25 al 30 giugno 2024 a Toronto, in Canada: al torneo hanno partecipato otto squadre nazionali nordamericane under 21 e la vittoria finale è andata per l'ottava volta, la seconda consecutiva, agli Stati Uniti.

## Impianti
|                                                                                   |  |  |
|                                                                                   |  |  |
| Toronto Pan Am Sports Centre Città: Toronto Capienza: 2 000 Anno d'apertura: 2014 |  |  |

## Regolamento

### Formula
Le squadre hanno disputato una prima fase a gironi con formula del girone all'italiana; al termine della prima fase:
- Le prime tre classificate di ogni girone hanno acceduto alla fase finale per il primo posto, strutturata in quarti di finale, a cui hanno partecipato solo le seconde e le terze classificate, semifinali, finale per il terzo posto e finale.
- Le quarte classificate di ogni girone e le due eliminate ai quarti di finale della fase finale per il primo posto hanno acceduto alla fase finale per il quinto posto, strutturata in semifinali, finale per il settimo posto e finale per il quinto posto.

### Criteri di classifica
Se il risultato finale è stato di 3-0 sono stati assegnati 5 punti alla squadra vincente e 0 a quella sconfitta, se il risultato finale è stato di 3-1 sono stati assegnati 4 punti alla squadra vincente e 1 a quella sconfitta, se il risultato finale è stato di 3-2 sono stati assegnati 3 punti alla squadra vincente e 2 a quella sconfitta.
L'ordine del posizionamento in classifica è stato definito in base a:
- Numero di partite vinte;
- Punti;
- Ratio dei set vinti/persi;
- Ratio dei punti realizzati/subiti;
- Risultati degli scontri diretti.

## Squadre partecipanti
| Squadra                 | Qualificazione      | Ultima partecipazione |
| ----------------------- | ------------------- | --------------------- |
| Canada                  | Paese organizzatore | Messico 2010          |
| Costa Rica              | -                   | Messico 2018          |
| Isole Vergini Americane | -                   | Porto Rico 2008       |
| Messico                 |                     | Messico 2018          |
| Porto Rico              | -                   | Messico 2018          |
| Rep. Dominicana         | -                   | Messico 2018          |
| Stati Uniti             | -                   | Messico 2018          |
| Suriname                | -                   | Debutto               |

## Torneo

### Fase a gironi
| Girone A        | Girone B                |
| --------------- | ----------------------- |
| Porto Rico      | Canada                  |
| Rep. Dominicana | Costa Rica              |
| Stati Uniti     | Isole Vergini Americane |
| Suriname        | Messico                 |

#### Girone A

##### Risultati
| 25 giugno 2024 Toronto Pan Am Sports Centre, Toronto Durata: 0h:54 - Spettatori: 350 | Porto Rico      | 3 - 0 | Suriname        | 25-10, 25-4, 25-11  |
| 25 giugno 2024 Toronto Pan Am Sports Centre, Toronto Durata: 1h:10 - Spettatori: 200 | Stati Uniti     | 3 - 0 | Rep. Dominicana | 25-18, 25-21, 25-11 |
| 26 giugno 2024 Toronto Pan Am Sports Centre, Toronto Durata: 0h:52 - Spettatori: 406 | Stati Uniti     | 3 - 0 | Suriname        | 25-10, 25-5, 25-9   |
| 26 giugno 2024 Toronto Pan Am Sports Centre, Toronto Durata: 1h:20 - Spettatori: 150 | Porto Rico      | 3 - 0 | Rep. Dominicana | 25-10, 25-23, 25-23 |
| 27 giugno 2024 Toronto Pan Am Sports Centre, Toronto Durata: 0h:58 - Spettatori: 221 | Rep. Dominicana | 3 - 0 | Suriname        | 25-9, 25-3, 25-5    |
| 27 giugno 2024 Toronto Pan Am Sports Centre, Toronto Durata: 1h:01 - Spettatori: 152 | Stati Uniti     | 3 - 0 | Porto Rico      | 25-10, 25-17, 25-15 |

##### Classifica
| Pos. | Squadra         | Pt | G | V | P | SV | SP | Ratio | PF  | PS  | Ratio |
| ---- | --------------- | -- | - | - | - | -- | -- | ----- | --- | --- | ----- |
| 1.   | Stati Uniti     | 15 | 3 | 3 | 0 | 9  | 0  | MAX   | 225 | 116 | 1,939 |
| 2.   | Porto Rico      | 10 | 3 | 2 | 1 | 6  | 3  | 2,000 | 192 | 156 | 1,230 |
| 3.   | Rep. Dominicana | 5  | 3 | 1 | 2 | 3  | 6  | 0,500 | 181 | 167 | 1,083 |
| 4.   | Suriname        | 0  | 3 | 0 | 3 | 0  | 9  | 0,000 | 66  | 225 | 0,293 |

      Qualificata alle semifinali per il primo posto.
      Qualificata ai quarti di finale per il primo posto.
      Qualificata alle semifinali per il quinto posto.

#### Girone B

##### Risultati
| 25 giugno 2024 Toronto Pan Am Sports Centre, Toronto Durata: 0h:59 - Spettatori: 72  | Isole Vergini Americane | 0 - 3 | Messico                 | 13-25, 7-25, 15-25                |
| 25 giugno 2024 Toronto Pan Am Sports Centre, Toronto Durata: 1h:09 - Spettatori: 400 | Canada                  | 3 - 0 | Costa Rica              | 25-10, 25-13, 25-17               |
| 26 giugno 2024 Toronto Pan Am Sports Centre, Toronto Durata: 1h:06 - Spettatori: 72  | Messico                 | 3 - 0 | Costa Rica              | 25-9, 25-11, 25-15                |
| 26 giugno 2024 Toronto Pan Am Sports Centre, Toronto Durata: 1h:02 - Spettatori: 383 | Canada                  | 3 - 0 | Isole Vergini Americane | 25-18, 25-11, 25-7                |
| 27 giugno 2024 Toronto Pan Am Sports Centre, Toronto Durata: 1h:17 - Spettatori: 150 | Costa Rica              | 3 - 0 | Isole Vergini Americane | 25-21, 25-19, 25-20               |
| 27 giugno 2024 Toronto Pan Am Sports Centre, Toronto Durata: 2h:10 - Spettatori: 432 | Canada                  | 3 - 2 | Messico                 | 25-21, 27-25, 15-25, 24-26, 15-10 |

##### Classifica
| Pos. | Squadra                 | Pt | G | V | P | SV | SP | Ratio | PF  | PS  | Ratio |
| ---- | ----------------------- | -- | - | - | - | -- | -- | ----- | --- | --- | ----- |
| 1.   | Canada                  | 13 | 3 | 3 | 0 | 9  | 2  | 4,500 | 256 | 183 | 1,398 |
| 2.   | Messico                 | 12 | 3 | 2 | 1 | 8  | 3  | 2,666 | 257 | 176 | 1,460 |
| 3.   | Costa Rica              | 5  | 3 | 1 | 2 | 3  | 6  | 0,500 | 150 | 210 | 0,714 |
| 4.   | Isole Vergini Americane | 0  | 3 | 0 | 3 | 0  | 9  | 0,000 | 131 | 225 | 0,582 |

      Qualificata alle semifinali per il primo posto.
      Qualificata ai quarti di finale per il primo posto.
      Qualificata alle semifinali per il quinto posto.

### Fase finale

#### Finale 1º e 3º posto
|  | Quarti | Quarti          | Quarti |  |  | Semifinali | Semifinali      | Semifinali |  |                 | Finale          | Finale          | Finale |
|  |        |                 |        |  |  |            |                 |            |  |                 |                 |                 |        |
|  |        |                 |        |  |  | 1A         | Stati Uniti     | 3          |  |                 |                 |                 |        |
|  |        |                 |        |  |  | 1A         | Stati Uniti     | 3          |  |                 |                 |                 |        |
|  |        |                 |        |  |  | 3A         | Rep. Dominicana | 0          |  |                 |                 |                 |        |
|  | 2B     | Messico         | 0      |  |  | 3A         | Rep. Dominicana | 0          |  |                 |                 |                 |        |
|  | 2B     | Messico         | 0      |  |  |            |                 |            |  |                 |                 |                 |        |
|  | 3A     | Rep. Dominicana | 3      |  |  |            |                 |            |  |                 |                 |                 |        |
|  | 3A     | Rep. Dominicana | 3      |  |  |            |                 |            |  | 1A              | Stati Uniti     | 3               |        |
|  |        |                 |        |  |  |            |                 |            |  | 1A              | Stati Uniti     | 3               |        |
|  |        |                 |        |  |  |            |                 |            |  |                 | 2A              | Porto Rico      | 0      |
|  |        |                 |        |  |  |            |                 |            |  |                 | 2A              | Porto Rico      | 0      |
|  |        |                 |        |  |  |            |                 |            |  |                 |                 |                 |        |
|  |        |                 |        |  |  |            |                 |            |  |                 |                 |                 |        |
|  |        |                 |        |  |  | 1B         | Canada          | 0          |  | Finale 3° posto | Finale 3° posto | Finale 3° posto |        |
|  |        |                 |        |  |  | 1B         | Canada          | 0          |  |                 |                 |                 |        |
|  |        |                 |        |  |  | 2A         | Porto Rico      | 3          |  |                 | 3A              | Rep. Dominicana | 3      |
|  | 2A     | Porto Rico      | 3      |  |  |            | Porto Rico      | 3          |  |                 | 3A              | Rep. Dominicana | 3      |
|  | 2A     | Porto Rico      | 3      |  |  |            |                 |            |  | 1B              | Canada          | 0               |        |
|  | 3B     | Costa Rica      | 0      |  |  |            |                 |            |  |                 | Canada          | 0               |        |
|  | 3B     | Costa Rica      | 0      |  |  |            |                 |            |  |                 |                 |                 |        |

#### Quarti di finale
| 28 giugno 2024 Toronto Pan Am Sports Centre, Toronto Durata: 1h:04 - Spettatori: 200 | Porto Rico | 3 - 0 | Costa Rica      | 25-6, 25-10, 25-11  |
| 28 giugno 2024 Toronto Pan Am Sports Centre, Toronto Durata: 1h:07 - Spettatori: 221 | Messico    | 0 - 3 | Rep. Dominicana | 12-25, 13-25, 23-25 |

#### Semifinali
| 29 giugno 2024 Toronto Pan Am Sports Centre, Toronto Durata: 1h:02 - Spettatori: 268 | Stati Uniti | 3 - 0 | Rep. Dominicana | 25-20, 25-13, 25-12 |
| 29 giugno 2024 Toronto Pan Am Sports Centre, Toronto Durata: 1h:24 - Spettatori: 400 | Canada      | 0 - 3 | Porto Rico      | 24-26, 21-25, 16-25 |

#### Finale 3º posto
| 30 giugno 2024 Toronto Pan Am Sports Centre, Toronto Durata: 1h:17 - Spettatori: 400 | Rep. Dominicana | 3 - 0 | Canada | 25-23, 25-23, 25-16 |

#### Finale
| 30 giugno 2024 Toronto Pan Am Sports Centre, Toronto Durata: 1h:03 - Spettatori: 527 | Stati Uniti | 3 - 0 | Porto Rico | 25-12, 25-16, 25-16 |

#### Finale 5º e 7º posto
|  | Semifinali | Semifinali              | Semifinali |            |    | Finale 5º posto | Finale 5º posto         | Finale 5º posto |  |
|  |            |                         |            |            |    |                 |                         |                 |  |
|  | 2B         | Messico                 | 3          |            |    |                 |                         |                 |  |
|  | 2B         | Messico                 | 3          |            |    |                 |                         |                 |  |
|  | 4B         | Isole Vergini Americane | 0          |            |    |                 |                         |                 |  |
|  | 4B         | Isole Vergini Americane | 0          |            | 2B | Messico         | 3                       |                 |  |
|  |            |                         |            |            | 2B | Messico         | 3                       |                 |  |
|  |            |                         | 3B         | Costa Rica | 0  |                 |                         |                 |  |
|  | 3B         | Costa Rica              | 3B         | Costa Rica | 0  | 3               |                         |                 |  |
|  | 3B         | Costa Rica              |            |            |    | 3               |                         |                 |  |
|  | 4A         | Suriname                | 0          |            |    | Finale 7º posto | Finale 7º posto         | Finale 7º posto |  |
|  | 4A         | Suriname                | 0          |            |    |                 |                         |                 |  |
|  |            |                         |            |            |    |                 |                         |                 |  |
|  |            |                         |            |            |    | 4B              | Isole Vergini Americane | 3               |  |
|  |            |                         |            |            |    | 4B              | Isole Vergini Americane | 3               |  |
|  |            |                         |            |            |    | 4A              | Suriname                | 0               |  |

##### Semifinali
| 29 giugno 2024 Toronto Pan Am Sports Centre, Toronto Durata: 1h:11 - Spettatori: 84  | Suriname                | 0 - 3 | Costa Rica | 18-25, 11-25, 15-25 |
| 29 giugno 2024 Toronto Pan Am Sports Centre, Toronto Durata: 1h:02 - Spettatori: 153 | Isole Vergini Americane | 0 - 3 | Messico    | 15-25, 14-25, 17-25 |

##### Finale 7º posto
| 30 giugno 2024 Toronto Pan Am Sports Centre, Toronto Durata: 1h:07 - Spettatori: 99 | Suriname | 0 - 3 | Isole Vergini Americane | 13-25, 19-25, 16-25 |

##### Finale 5º posto
| 30 giugno 2024 Toronto Pan Am Sports Centre, Toronto Durata: 1h:11 - Spettatori: 92 | Costa Rica | 0 - 3 | Messico | 10-25, 16-25, 16-25 |

## Classifica finale
| Pos     | Squadra                 | Rosa |
| ------- | ----------------------- | --- |
| Oro     | Stati Uniti             | Formazione: 3 Blyashov, 4 Bayless, 5 Anyanwu, 6 Flynn, 7 DeLeye, 8 Reilly, 10 Harvey, 11 Gary, 14 Jackson, 17 Sigler, 18 Martin, 19 Vander Wal, CT: Olmstead         |
| Argento | Porto Rico              | Formazione: 1 Skerrett, 2 Valencia, 4 Meléndez, 5 Musignac, 9 Vega, 11 Vázquez, 12 Soto, 13 Carrion, 15 García, 21 Sánchez, 22 Martínez, 29 Colomba, CT: Rivera      |
| Bronzo  | Rep. Dominicana         | Formazione: 2 Fernández, 4 Paniagua, 6 Ramírez, 7 Alonzo, 8 Arias, 10 Firpo, 12 Liberato, 13 Rodríguez, 18 Maleno, 19 S. Puente, 20 Reyes, 21 G. Puente, CT: Cruz    |
| 4       | Canada                  | Formazione: 2 Watson, 3 Hansen, 4 Hawkins, 6 Carter, 7 Johnson, 12 Magus, 13 Healy, 18 McVittie, 19 Dickson, 20 Piskorz, 21 Kehler, 22 Cormier, CT: Faucher          |
| 5       | Messico                 | Formazione: 1 Morales, 2 Topete, 5 Ocampo, 7 Chinakota, 14 Contreras, 17 Zilli, 18 Bracamonte, 19 Trejo, 20 Padrón, 21 Marquez, 26 Lizarraga, 96 Ravell, CT: León    |
| 6       | Costa Rica              | Formazione: 2 Bolaños, 4 Hines, 8 Vargas, 10 Luconi, 11 Zavaleta, 14 Navarro, 15 Campos, 16 Jenkins, 18 León, 19 Easy, 20 Moraga, 21 Alcalá, CT: Richards            |
| 7       | Isole Vergini Americane | Formazione: 1 Touissaint, 2 Simpson, 3 Thomas, 5 Gorman, 6 Pierce, 7 Vigilant, 8 Hertz, 9 Gillens, 10 Eddy, 11 Brown, 12 Dixon, 13 Cruz, CT: Raphael                 |
| 8       | Suriname                | Formazione: 1 Lisse, 2 Meulenhof, 3 Ladry, 4 Getrouw, 6 Heijmans, 7 Sporkslede, 8 Sengwai, 10 Tini, 16 Essed, 17 de Graven, 19 Groenewoud, 24 Verheul, CT: Misidjang |

## Premi individuali
| Premio                 | Nome             | Squadra                 |
| ---------------------- | ---------------- | ----------------------- |
| MVP                    | Brooklyn DeLeye  | Stati Uniti             |
| Miglior realizzatrice  | Chareika Carrión | Porto Rico              |
| Miglior servizio       | Ariana Rodríguez | Stati Uniti             |
| Miglior difesa         | Delaney Watson   | Canada                  |
| Miglior ricevitrice    | Ramsey Gary      | Stati Uniti             |
| Miglior palleggiatrice | Ella McVittie    | Canada                  |
| Miglior opposto        | Aylin Ravell     | Messico                 |
| Miglior schiacciatrice | Brooklyn DeLeye  | Stati Uniti             |
| Miglior schiacciatrice | Chareika Carrión | Porto Rico              |
| Miglior centrale       | Krystal Eddy     | Isole Vergini Americane |
| Miglior centrale       | Veronica Dickson | Canada                  |
| Miglior libero         | Delaney Watson   | Canada                  |

## Statistiche
| Rendimento individuale | Rendimento individuale | Rendimento individuale | Rendimento individuale  |
| Pos.                   | Nome                   | Punti                  | Squadra                 |
| ---------------------- | ---------------------- | ---------------------- | ----------------------- |
| 1                      | Chareika Carrión       | 89                     | Porto Rico              |
| 2                      | Ariana Rodríguez       | 75                     | Rep. Dominicana         |
| 3                      | Michelle Lizarraga     | 74                     | Messico                 |
| 4                      | Aylin Ravell           | 63                     | Messico                 |
| 5                      | Anna Gillens           | 60                     | Isole Vergini Americane |

| Attacchi vincenti | Attacchi vincenti  | Attacchi vincenti | Attacchi vincenti       |
| Pos.              | Nome               | Punti             | Squadra                 |
| ----------------- | ------------------ | ----------------- | ----------------------- |
| 1                 | Chareika Carrión   | 74                | Porto Rico              |
| 2                 | Michelle Lizarraga | 65                | Messico                 |
| 3                 | Anna Gillens       | 54                | Isole Vergini Americane |
| 4                 | Ariana Rodríguez   | 53                | Rep. Dominicana         |
| 5                 | Aylin Ravell       | 50                | Messico                 |

| Muri vincenti | Muri vincenti    | Muri vincenti | Muri vincenti           |
| Pos.          | Nome             | Punti         | Squadra                 |
| ------------- | ---------------- | ------------- | ----------------------- |
| 1             | Veronica Dickson | 13            | Canada                  |
| 2             | Krystal Eddy     | 12            | Isole Vergini Americane |
| 3             | Ella Piskorz     | 11            | Canada                  |
| 4             | Andi Jackson     | 10            | Stati Uniti             |
| 5             | Ariana Rodríguez | 7             | Rep. Dominicana         |
| 5             | Selanny Puente   | 7             | Rep. Dominicana         |
| 5             | Yalyn Firpo      | 7             | Rep. Dominicana         |
| 5             | Tessa Trejo      | 7             | Messico                 |

| Battute vincenti | Battute vincenti  | Battute vincenti | Battute vincenti |
| Pos.             | Nome              | Punti            | Squadra          |
| ---------------- | ----------------- | ---------------- | ---------------- |
| 1                | Ariana Rodríguez  | 15               | Rep. Dominicana  |
| 2                | Chareika Carrión  | 14               | Porto Rico       |
| 3                | Veronica Dickson  | 9                | Canada           |
| 3                | Tessa Trejo       | 9                | Messico          |
| 3                | Joselyn Moraga    | 9                | Costa Rica       |
| 3                | Karielys Meléndez | 9                | Porto Rico       |